# Clinocarinispa subhomalina
Clinocarinispa subhomalina es un coleóptero de la familia Chrysomelidae.
Fue descrita científicamente por primera vez en 1938 por Uhmann.